# Tripoli-4
Tripoli-4 représente la quatrième génération du code de Monte-Carlo de transport de particules à énergie continue développé par le Service d'Études des Réacteurs et de Mathématiques Appliquées (SERMA) du CEA / Saclay.
Tripoli-4 est consacré à la radioprotection, à la physique des réacteurs et du cycle, à la sûreté-criticité et à l'instrumentation nucléaire pour les systèmes de fission et de fusion.
Le code est développé au CEA depuis le milieu des années 60, d'abord au centre de Fontenay-aux-Roses, puis au centre de Saclay.
La version 4 a été développée à partir du milieu des années 90 en C ++, avec quelques parties en C et en Fortran. A ce jour, la version courante du code Tripoli-4 est la 12, sortie en novembre 2022.